# Tuồng
Tuồng (Chữ Nôm: 從), hát bộ, hát bội (Chữ Nôm: 咭佩) là những cách gọi một loại hình nhạc kịch thịnh hành tại Việt Nam. Khác với các loại hình nhạc kịch khác như chèo, cải lương, v.v., tuồng mang theo âm hưởng hùng tráng với những tấm gương nhân vật tận trung báo quốc, xả thân vì đại nghĩa, những bài học về lẽ ứng xử của con người giữa cái chung và cái riêng, giữa gia đình và Tổ quốc, chất bi hùng là một đặc trưng thẩm mỹ của nghệ thuật Tuồng. Có thể nói Tuồng là sân khấu của những người anh hùng... Loại hình này khác biệt với cải lương xã hội, cải lương Hồ Quảng, thoại kịch là những hình thức diễn xướng sân khấu ra đời muộn hơn.

## Lịch sử

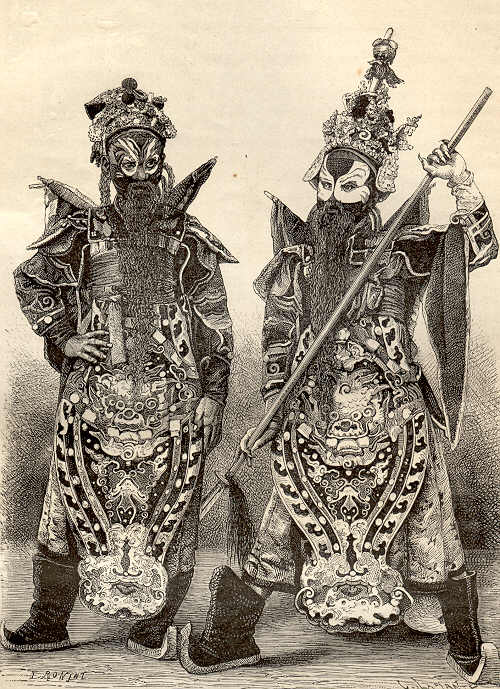
Diễn viên trong tuồng cung đình ở Huế, hình minh họa năm 1874

Theo nhiều học giả, tuồng xuất phát từ ca vũ dân tộc Việt Nam, song trong quá trình phát triển, tuồng đã tiếp nhận nhiều trình thức biểu diễn và hóa trang của Hí Kịch.
Lối hát tuồng du nhập vào Việt Nam vào thời điểm nào thì chưa được xác minh.
Sử sách ghi rằng vào thời Tiền Lê năm 1005, một kép hát người Hoa tên là Liêu Thủ Tâm đến Hoa Lư và trình bày lối hát xướng thịnh hành bên nhà Tống và được vua Lê Long Đĩnh thâu dụng, bổ là phường trưởng để dạy cung nữ ca hát trong cung.
Sang thời nhà Trần, Hưng Đạo Đại vương Trần Quốc Tuấn bắt được một tên quân nhà Nguyên tên là Lý Nguyên Cát vốn là kép hát. Vương tha tội chết cho Cát và sai dạy lối hát đó cho binh sĩ. Cát cho diễn vở Vương mẫu hiến đào để vua ngự lãm cùng các triều thần xem. Ai cũng cho là hay. Các loại vai diễn cũng theo sự kiện này lần đầu được ghi nhận, như đán nương (đào), quan nhân (kép), châu tử (tướng), sửu nô (hề),..
Tuy nhiên người đầu tiên đặt nền móng cho nghệ thuật tuồng Việt Nam là Đào Duy Từ (1572-1634). Năm 1627, Đào Duy Từ là người đầu tiên đã mang về cho chúa Sãi Nguyễn Phúc Nguyên nghệ thuật tuồng.
Ở miền Trung Việt Nam trở ra gọi tuồng do chữ "Liên Trường" là kéo dài liên tiếp thành một vở tuồng tích có khởi đầu truyện, có hồi kết cuộc, phân biệt với các ca diễn từng bài ngắn, từng trích đoạn. Từ "liên trường" do ngôn ngữ địa phương mà thành "luông tuồng", còn trở vào trong, được gọi là Hát Bội hay Hát Bộ.
Vào thời Nguyễn, tuồng đạt tới đỉnh cao khi được các vị vua yêu thích, cho soạn vở, dành nhiều ưu đãi và mở trường đào tạo nghệ sĩ. Hàng loạt tác giả soạn tuồng như Đào Tấn,... đã tạo nên nhiều tác phẩm lớn. Trong dân gian, tuồng cũng có sức ảnh hưởng lớn, đặc biệt ở Bình Định. Ca dao có câu
"Bỏ cửa bỏ nhà vì ma hát Bội"
Sang thế kỷ XX với sự ra đời của cải lương và kịch nói thu hút nhiều khán giả, nghệ thuật tuồng suy yếu nhiều tuy có cố gắng phục hưng với loại tuồng xuân nữ, tức là tuồng diễn theo đề tài xã hội tân thời và hát theo điệu "xuân nữ". Loại tuồng này pha phong cách cải lương, đánh võ Tàu... Dù vậy giới hâm mộ tuồng càng ngày càng ít. Ở Hà Nội vào đầu thế kỷ XX có một rạp hát riêng diễn tuồng hát bội, gọi là rạp Quảng Lạc. Lối diễn thì giống như lối tuồng miền Trung cả.
Tới những năm khi Chính phủ Việt Nam Dân chủ Cộng hòa thành lập, ban đầu tuồng bị coi là tàn dư phong kiến, nhưng sau đó đã được đánh giá nghiêm túc và được chính Chủ tịch Hồ Chí Minh xem và khen ngợi, Tuồng trở thành loại hình sân khấu được công nhận là đặc sắc và được phát triển, với sự tập hợp các nghệ nhân Bắc, Trung, Nam, thành lập các đoàn hát và mở lớp truyền thụ, xuất hiện hàng loạt nhà nghiên cứu, các nghệ sĩ tiếp tục kế thừa và sáng tạo vốn quý của nghệ thuật Việt Nam, là một trong những loại hình sân khấu chủ yếu của Việt Nam suốt thế kỷ XX, được công chúng yêu thích.
Tuy nhiên, cũng như nhiều loại hình nghệ thuật cổ truyền khác của Việt Nam, bước vào thời kì hội nhập, từ những năm cuối thế kỉ XX, tuồng đang mất dần vị thế và khán giả, thiếu hụt nhân lực và có nguy cơ mai một.

## Kỹ thuật

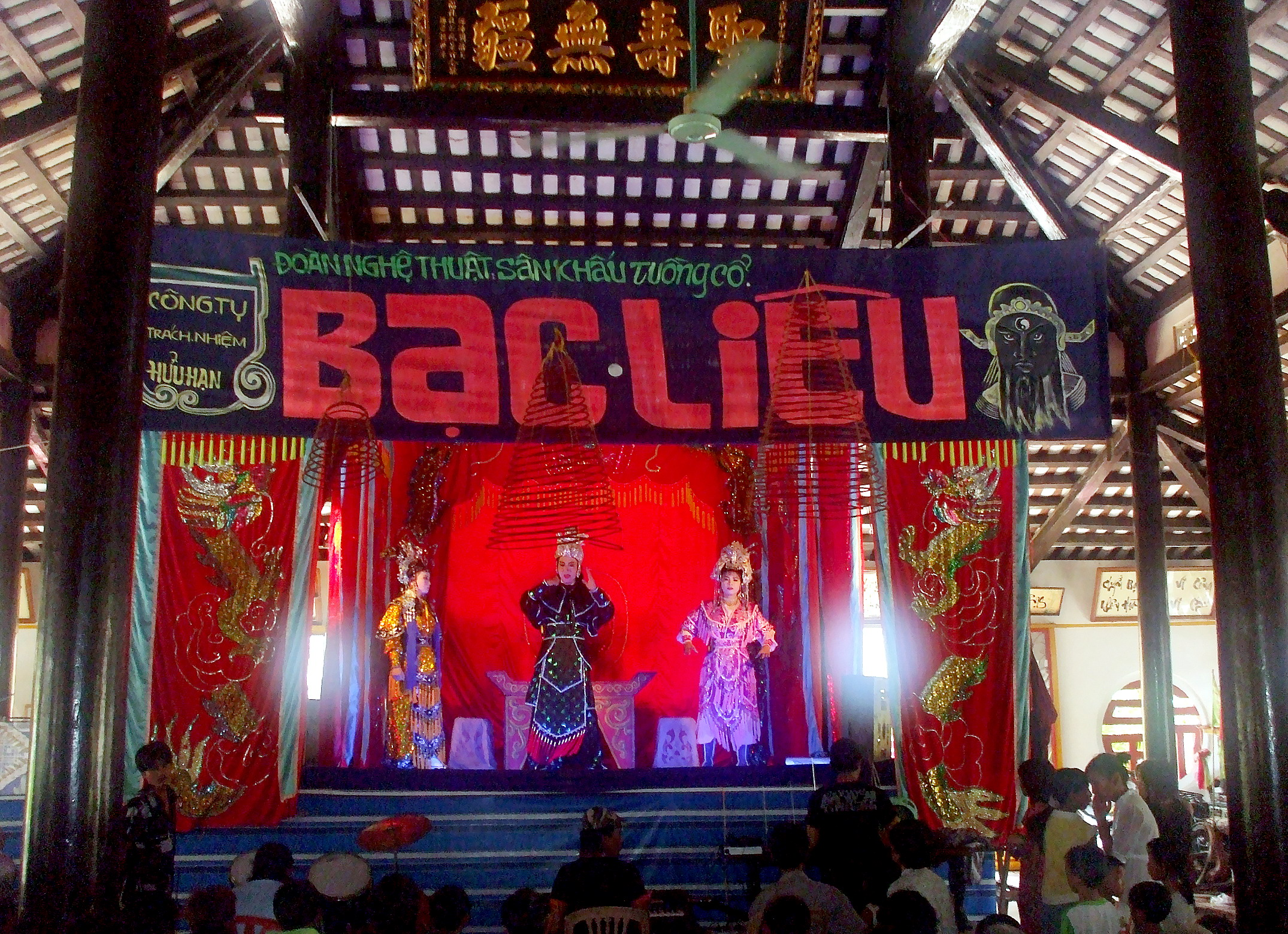
Hát tuồng trong lễ Kỳ yên tại đình Mỹ Phước (Long Xuyên) năm 2010

Lối diễn xuất của tuồng nặng tính ước lệ và trình thức, tức là loại sân khấu ước lệ, cách biểu diễn khuếch đại hơn sự thật ngoài đời để khán giả dễ cảm nhận. Các động tác càng nhỏ càng nhanh, khi lên sân khấu càng cần tăng cường điệu thì khán giả mới kịp nhận thấy. Kiểu cách đi đứng còn dùng để biểu lộ cái "tâm" của nhân vật thiện, ác. Nhất là vào thời trước khi kỹ thuật âm thanh và ánh sáng chưa đáp ứng được cho nghệ thuật trình diễn, hình ảnh diễn xuất chưa thể kéo lại nhìn gần, không thể "trung cảnh", "cận cảnh", làm tăng cường độ các động tác giúp khán giả xem được toàn cảnh, dù ngồi xa hay gần chiếu diễn (sân khấu) đều nhìn thấy.
Tuồng đặc sắc và có tính bác học cao nhất phải kể tới Tuồng Trung ương, Bình Định và Đà Nẵng, với lối diễn xuất, hát múa đạt tới đỉnh cao, giàu giá trị và tinh vi.
Mỗi loại nhân vật của tuồng lại có một lối diễn khác nhau, chính diện thường ngay thẳng, cương trực, đi đứng đàng hoàng, còn phản diện thì gian xảo, láo liên, uốn éo. Nhất nhất đều phân thành từng bộ riêng, không thể diễn bộ "trung" cho vai "nịnh". Thậm chí lên ngựa xuống ngựa còn phân biệt Bộ của trung tướng khác bộ dạng nịnh thần. Mọi động tác đã thành thông lệ hay ước lệ.
Lối múa, đi và đứng có những động tác cách điệu, trong nghề gọi là bê, xiên, lỉa và lăn, khai, ký, cầu, bẻ lông trĩ, bẻ cờ,...

Đào Tam Xuân bẻ lông trĩ

### Ca điệu
Ngôn ngữ ca ngâm thì dùng giọng thật to, thật cao và rõ. Điệu hát quan trọng nhất trong hát là "nói lối", tức là nói một lúc rồi hát, thường để mở đầu cho các khúc hát khác. "Nói lối" có hai giọng chính là "Xuân" và "Ai". "Xuân" là giọng hát vui tươi, còn "Ai" là bi thương, ảo não. Nói lối giọng Ai còn được gọi là "lối rịn". Ngoài ra còn có những "lối hằng", "lối hường", "lối giậm".
| Các làn điệu Tuồng: 36 Làn điệu | Các bài hát Tuồng: 28 điệu |
| 1. Nói lối thường 2. Nói lối ai 3. Nói lối xốc ai 4. Nói lối xuân 5. Nói lối xốc xuân 6. Nói lối bóp mở 7. Nói lối xảng 8. Nói lối tán xuống nam bình 9. Nói lối tán xuống hát nam tẩu ai 10.Nói lối tán xuống hát nam tẩu xuân 11.Nói xốc xuân tán xuống nam tẩu xuân 12.Ngâm 13.Ngâm tương tư 14.Vịnh 15.Vịnh tương tư 16.Oán 17.Oán thường 18.Oán hồi sinh 19.Bạch 20.Thán 21.Thán xốc 22.Thán Bắc 23.Thán Lảng 24.Hát nam 25.Hát nam ai 26.Hát nam bình 27.Hát nam bình ai 28.Hát nam tẩu ai 29.Hát nam tẩu xuân 30.Hát nam chạy 31.Xướng rượu 32.Lối xây hạ 33.Lối xây tá 34.Lối xuân nữ 35.Lối xuân 36.Lối mái ai | 1. Nhịp 1 2. Nhịp 2 3. Nhịp 3 4. Nhịp 3 ngược 5. Nhịp 3 xuôi 6. Nhịp tư 7. Bủa ai 8. Bủa xuân 9. Bủa chim phí 10.Bảo tử thi 11. Hát tẩu 12.Hát tẩu thơ 13.Hát tẩu phú 14.Bài giáo 15.Bài đàn 16.Bài Cạo đầu (đàn thản) 17.Bài bông 18.Khách thơ 19.Khách phú 20.Khách tử 21.Khách thán 22.Bả trạo 23.Bài cờ nhịp 3 24.Bài đánh cờ 25.Than chông 26.Bài sai 27.Cứu giá 28.Nhịp lăn |

Tuồng có yêu cầu đặc biệt là phải hát "thổ tận can tràng", đòi hỏi người hát hết sức cố gắng. Về tuồng Bắc, hát luồng hơi cao hơn, lối hát nhẹ hơn tuồng Nam Bộ. Tuồng Nam Bộ hát to và nam hát giọng mé nên thường gọi là tuồng "thét"
Ngoài các điệu đặc trưng của mình, Tuồng còn có cả dân ca Trung bộ.

### Hóa trang
Tuồng là loại hình sân khấu ước lệ, vậy nên cách hóa trang của tuồng cũng đặc biệt, nhằm để thể hiện rõ các tuyến nhân vật, tương tự mục đích hóa trang của Hí kịch, côn khúc của Trung Quốc, Kabuki của Nhật hay Dù kê của Campuchia
Các tuyến nhân vật của tuồng chủ yếu là: kép, tướng, đào, đào võ, lão,... với mỗi loại nhân vật lại có cách hóa trang riêng
Nhìn thoáng qua, hóa trang của tuồng khá giống kinh kịch Trung Quốc, xong thực tế, các đường nét rất khác nhau.
Màu sắc dùng để hóa trang trên mặt phổ biến là trắng, đỏ, xanh và màu đen. Mặt trắng (diện mạo đẹp đẽ, tính cách trầm tĩnh), mặt đỏ (người trí dũng, chững chạc), mặt rằn (diện mạo xấu xí, tính cách nóng nảy), mặt tròng xéo đen (tướng phản, hai bên thái dương có vết đỏ là người nóng nảy, nếu tròng xéo đen nền đỏ thắm hay xanh là người vũ dũng), mặt mốc (xu nịnh), mặt lưỡi cày (người đoản hậu, nhát gan)...

Tạ Ôn Đình (Sơn Hậu)

Cố NSND Nguyễn Lai đã nghiên cứu, đúc kết từ một số hình ảnh mẫu hóa trang thành các loại mặt: Mặt trắng (diện mạo đẹp đẽ, tính cách trầm tĩnh), mặt đỏ (người trí dũng, chững chạc), mặt rằn (diện mạo xấu xí, tính cách nóng nảy), mặt tròng xéo đen (tướng phản, hai bên thái dương có vết đỏ là người nóng nảy, nếu tròng xéo đen nền đỏ thắm hay xanh là người vũ dũng), mặt mốc (nịnh), mặt lưỡi cày (người đoản hậu, nhát gan).
Ca dao có câu
“Người trung mặt đỏ, đôi tròng bạc/Đứa nịnh râu đen, mấy sợi còi”

Mặt nạ Tuồng

### Phục sức
Phục trang của các nhân vật Tuồng dựa theo kiểu phục trang của vua quan trong triều nếu là các vai vua quan hoặc theo kiểu phục trang của dân dã nếu là người bình thường.
Trang phục Tuồng có vài nét tương tự Hí kịch Trung Quốc, như mão lông trĩ, cờ lệnh sau lưng, vạt che trước, tuy nhiên trang phục Tuồng vẫn gần gũi với trang phục dân tộc Việt Nam và thường đơn giản, dễ dàng cho nghệ sĩ biểu diễn có thể lăn lộn, múa.
Áo giáp, áo thụng, áo đào văn, mão rồng, mão phụng, hia, đai lưng

Đạo cụ Tuồng thường có kiếm, đao, thương, búa, quạt, cờ, kim giản, roi ngựa, phất trần, đuốc, bầu rượu...

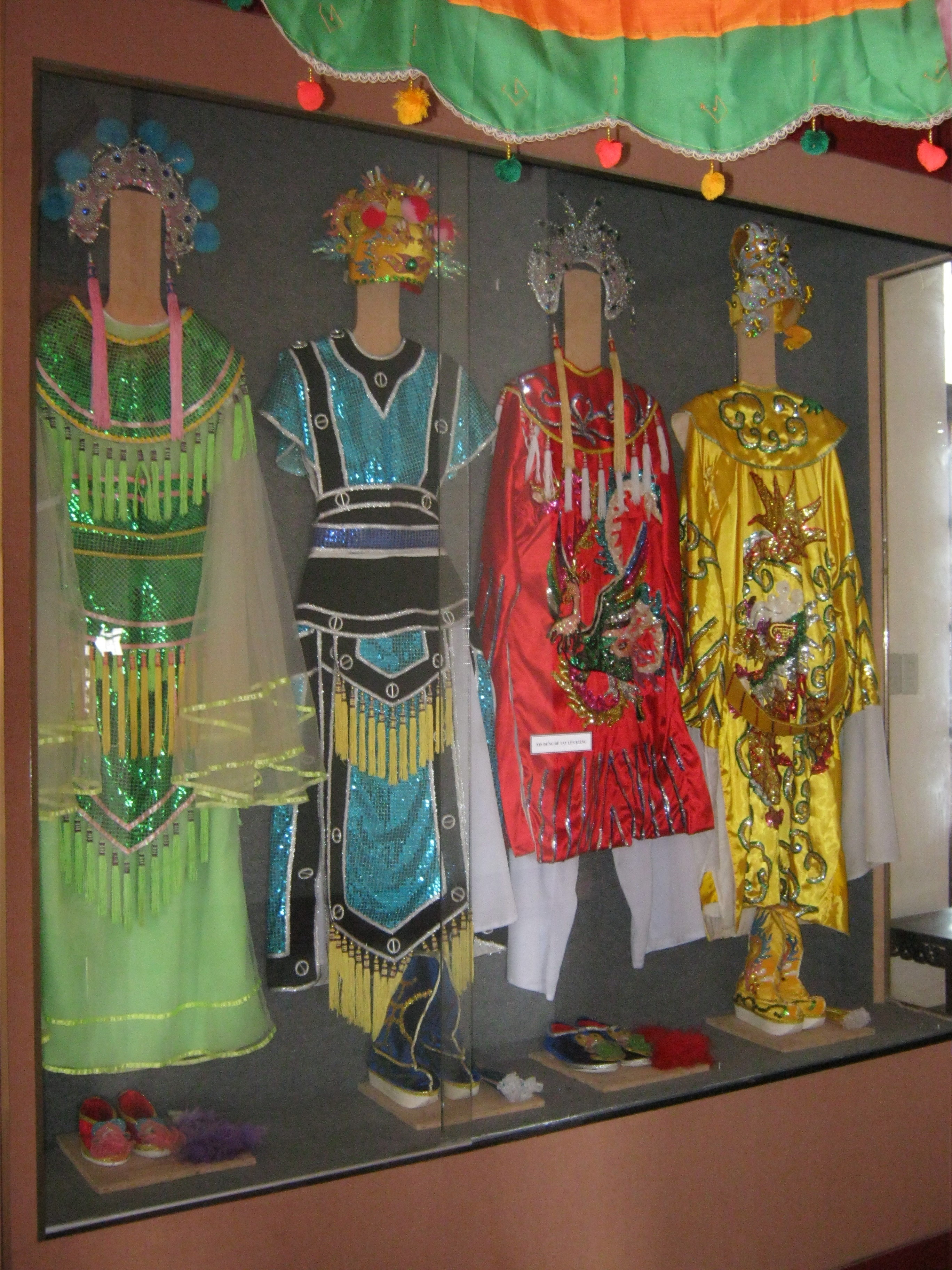
Một số y phục dùng trong hát tuồng

### Ban nhạc
Dàn nhạc dùng trong sân khấu Tuồng gồm có những nhạc cụ như: trống chiến, đồng la, kèn, đàn nhị và có khi dùng sáo....Dàn nhạc được đặt bên tay phải sân khấu (từ trong nhìn ra). Tay phải ứng với cửa "sinh" trong khi bên trái là cửa "tử".
Nếu là đám hát do tư nhân mướn để mua vui, khao vọng thì lại có một cỗ trống nhỏ gọi là trống lèo dành riêng cho các thân hào uy tín đến xem hát mà đánh chấm những câu hát hay. Người đánh trống lèo cũng phải đem theo tiền riêng để thưởng diễn viên.

### Kịch bản
Tuồng mang theo âm hưởng hùng tráng với những tấm gương tận trung báo quốc, xả thân vì đại nghĩa, những bài học về lẽ ứng xử của con người giữa cái chung và cái riêng, giữa gia đình và Tổ quốc, chất bi hùng là một đặc trưng thẩm mỹ của Tuồng. Lực lượng chính nghĩa, trong những tình huống gian khổ, hiểm nguy, đã chiến đấu vô cùng dũng cảm với một tín niệm sắt đá, thủy chung, với một khát vọng rất lớn. Họ chiến đấu cho một lý tưởng tuyệt đối (phục nghiệp cho dòng vua cũ) và bằng một lòng trung thành vô hạn độ. Cuộc chiến đấu của họ đã diễn ra đầy khí thế hào hùng, gây xúc cảm thẩm mỹ mạnh mẽ. Có thể nói, Tuồng là sân khấu của những người anh hùng. Trong những hoàn cảnh đầy mâu thuẫn và xung đột bạo liệt bi ai các nhân vật chính diện của Tuồng đã vươn lên thoát khỏi sự chế ngự của hoàn cảnh, hành động một cách dũng cảm, anh hùng, trở thành một tấm gương, một bài học cho người đời ngưỡng mộ noi theo.
Tuỳ theo từng giai đoạn lịch sử mà Tuồng có nhiều loại chủ đề khác nhau, nhưng chủ đề tồn tại khá lâu và chiếm được cảm tình của người xem là “phò vua diệt nguỵ”.
Đó là vào thế kỷ XVII, XVIII ở Đàng Trong, giai đoạn này xuất hiện một loại kịch bản (khuyết danh) mẫu mực, thể tài thống nhất, tập trung vào chủ đề “phò vua diệt nguỵ”. Kịch bản cấu trúc rất chặt chẽ. Theo những nguyên tắc biên kịch rất vững chắc. Những vở thuộc loại này như: Sơn Hậu, Dương Chấn Tử, Giác oan, An Trào kiếm, Tam nữ đồ vương, Hồ Thạch phủ…
Loại kịch bản này có nội dung nói chung đi vào đề tài cung đình, nhưng không phải chỉ phản ánh những sự kiện trong cung đình mà là bao gồm cả những chuyện xảy ra trong quan hệ, - chủ yếu là quan hệ chính trị, - giữa các phe phái phong kiến nói chung. Chuyện kịch mở đầu thường bằng cảnh triều đình đang nằm trong một trạng thái bình yên tương đối, tuy vua đã già yếu và mầm mống phản loạn đã có, tức là đã có phe phản thần do tên thái sư dẫn đầu. Đứng về kịch mà nói, thì như thế mâu thuẫn kịch đã có từ đầu.
Sau đó vua băng hà, hoàng tử còn bé hoặc chưa được sinh. Tên gian thần kia bèn tiếm ngôi vua. Cũng có trường hợp, bọn gian thần tiếm ngôi vua trong lúc vua còn sống nhưng yếu thế. Như thế là xung đột bắt đầu và phát triển. Tình thế ngày càng gay go, ác liệt. Bọn gian thần tiếm ngôi vua xong, xúc tiến mọi biện pháp hoặc thô bạo để trừ diệt dòng vua cũ hoặc trấn áp các phe phái đối lập. Các trung thần trải qua rất nhiều hiểm nguy gian khổ, tìm mọi cách để cứu hoàng tử khỏi nanh vuốt của kẻ thù, rồi đưa ra một nơi biên trấn, hiểm địa, chiêu binh mãi mã, sau đó dùng ngọn cờ danh nghĩa của hoàng tử về đánh hạ bọn tiếm ngôi để phục nghiệp cho dòng vua cũ. Trước khi đi đến thắng lợi cuối cùng, phe trung thần đã trải qua rất nhiều hy sinh gian khổ, kể cả thương vong, biểu hiện một khí tiết trung trinh, kiên cường vô hạn.
Xã hội được phản ánh trong loại tuồng này là một triều đại phong kiến đã suy tàn, giai cấp phong kiến quan liêu đã chia bè xẻ cánh, tranh giành cấu xé lẫn nhau quyết liệt. Không những thế, ngay trong bản thân nhiều gia đình cũng xảy ra những sự bất đồng chính kiến trầm trọng đi đến phân biệt cha con, giữa vợ chống, giữa anh chị em ruột,… Tuy thế các mối chia rẽ nói trên tựu trung chỉ có hai phe, một phe trung với dòng vua cũ, được xem là chính thống, và một phe phản thần chống, tiếm ngôi dòng vua cũ.
Mâu thuẫn xã hội biểu hiện trong loại Tuồng này là mâu thuẫn phong kiến nội địa, không có ngoại xâm. Ngoại xâm nếu có cũng chỉ là chi tiết phụ và thông thường, chỉ là cái cớ để đưa tình tiết kịch phát triển mà thôi.

Hai diễn viên hát bội vào đầu thế kỷ XX

Cấu trúc kịch bản loại tuồng này đều xây dựng theo dòng kịch tự sự phương Đông. Câu chuyện được trình bày có đầu có đuôi và theo trật tự thời gian phát triển của nó. Về mặt này nó giống như những câu chuyện cổ tích dân gian. Kịch bản được viết dưới dạng là kể một câu chuyện đã xảy ra (chứ không phải dưới dạng câu chuyện đương xảy ra). Như vậy, về mặt này nó tương ứng với loại tiểu thuyết chương hồi thời cổ.
Tuy vậy, loại kịch bản này chứa đựng tính xung đột rất cao. Từ xung đột giữa phe phái đối lập đi đến xung đột giữa những tính cách; xung đột nội tại của tính cách nhiều trường hợp hết sức gay gắt.
Mỗi kịch bản thường được chia ra làm ba hồi. Hồi I nói chung là giao đãi hoàn cảnh và nhân vật chủ yếu, nêu ra mâu thuẫn cơ bản của kịch. Hồi thứ II, xung đột nổ ra quyết liệt, phe đối lập đánh đổ phe chính diện và tạm thời chiếm ưu thế; tình huống kịch ở hồi này rất phức tạp và rắc rối. Hồi III xung đột lên cao trào, đấu tranh giữa hai phe đi đến quyết liệt cao độ rồi giải quyết cuối cùng bằng sự thắng lợi của phe chính nghĩa.
Cũng có vở gồm bốn hồi. Trường hợp ấy thì hồi thứ III phát triển xung đột, gây nhiều tình huống khó khăn, hồi IV xung đột lên cao và kết thúc.
Trong hai hồi II và III tình tiết kịch phát triển rộng và phong phú. Xung đột kịch bùng nổ, phát sinh nhiều tuyến kịch mới, ví như sau khi có biến động chính trị xảy ra trong triều đình thì tiếp theo là sự khủng bố đàn áp của phe phản động, là những mưu đồ, đối sách bí mật hoặc công khai của phe chính diện, là những nghĩ ngợi, dò xét lẫn nhau trong một số người trong phe chính diện, trước khi đi đến chỗ thực sự hiểu nhau để cộng tác và hành động, là những cuộc đấu tranh tư tưởng của những nhân vật chủ yếu giữa trung và hiếu, nghĩa vụ và tình riêng… Đây là giai đoạn phát triển tính cách rõ nhất.
Cấu trúc kịch bản đã khá vững vàng, chặt chẽ, có những quy luật của nó. Tuy nhiên những quy luật ấy không làm cho các kịch bản Tuồng loại này biến hoàn toàn thành công thức. Câu nhận xét về nội dung kịch bản Tuồng loại này: “vua băng, nịnh tiếm, bà thứ lên chùa… chém nịnh định đô, tôn vương tức vị”, chỉ là xuất phát từ cái nhìn sơ lược bề ngoài. Thực ra, các tác giả tuồng loại này có khá nhiều sáng tạo trong cái khuôn khổ chung ấy. Ví dụ cũng như tiếm ngôi nhưng khá nhiều hình thức khác nhau, có tên nịnh thần khi vua chết thì nhảy lên ngai ngồi luôn và tuyên bố mình là người kế vị, có tên giả di chiếu của vua cũ giao ngôi cho mình, có tên bố trí lực lượng quân sự áp đảo rồi ra lệnh cho triều đình công cử người nhiếp chính (vì hoàng tử còn bé) để đạt mục đích mình được cử, lại có đứa thấy phe vua đã yếu, mình lại đủ thế lực nên trắng trợn lên ngồi gần vua, mượn quạt vua để cầm thử, mượn áo vua mặc thử, mượn mão vua để đội thử, rồi mượn ngai vua để ngồi thử và ngồi luôn…
Những vở tuồng bị ràng buộc bởi những thuyết “trung quân”, “chính danh” này tồn tại khá lâu, được nhân dân yêu thích. Những lý thuyết nho giáo ở đây đã được thông qua tính dân gian, nên nội dung cũng có những biến đổi tích cực. Nổi lên trong loại tuồng này là những nhân vật đầy nghĩa khí, thủy chung, chịu đựng và vượt qua mọi gian khổ hiểm nguy, hi sinh tất cả, suốt đời chiến đấu cho một lý tưởng lớn. Đạo đức được ca ngợi ở đây là tinh thần chiến đấu không khoan nhượng với kẻ thù, là tinh thần bền bỉ theo đuổi niềm tin chính nghĩa, tinh thần vị tha cao cả - Nội dung đạo đức ấy tất nhiên sẽ có sức sống dài lâu trong nhân dân vì nó chứa đựng tính nhân dân.
Tuồng tích trong vở diễn của hát bộ thường là các cổ tích, kịch bản phóng tác từ kinh điển truyện cổ Trung Hoa như Tam Quốc Chí, Vạn Hoa Lầu, Ngũ Hổ Bình Tây... Tuồng tích đã sẵn trong sách nên người xem phần lớn đều biết rành kịch tình và đến rạp chỉ xem kịch tính của các nghệ sĩ và đạo diễn mà thôi. Loại này cũng được xem là tuồng pho. Tuồng pho thì theo sát đạo lý, có thể tóm tắt là:
Phụ tử đắc kỳ hiếu
Quân thần tận kỳ trung
Phu phụ đơn kỳ thuận
Bằng hữu chi kỳ tín
Huynh đệ toàn kỳ cung.
Ngoài ra thì có tuồng hài với cốt truyện tự do hơn, không nhất thiết đề cao đạo lý tam cương ngũ thường như tuồng pho

### Trình diễn

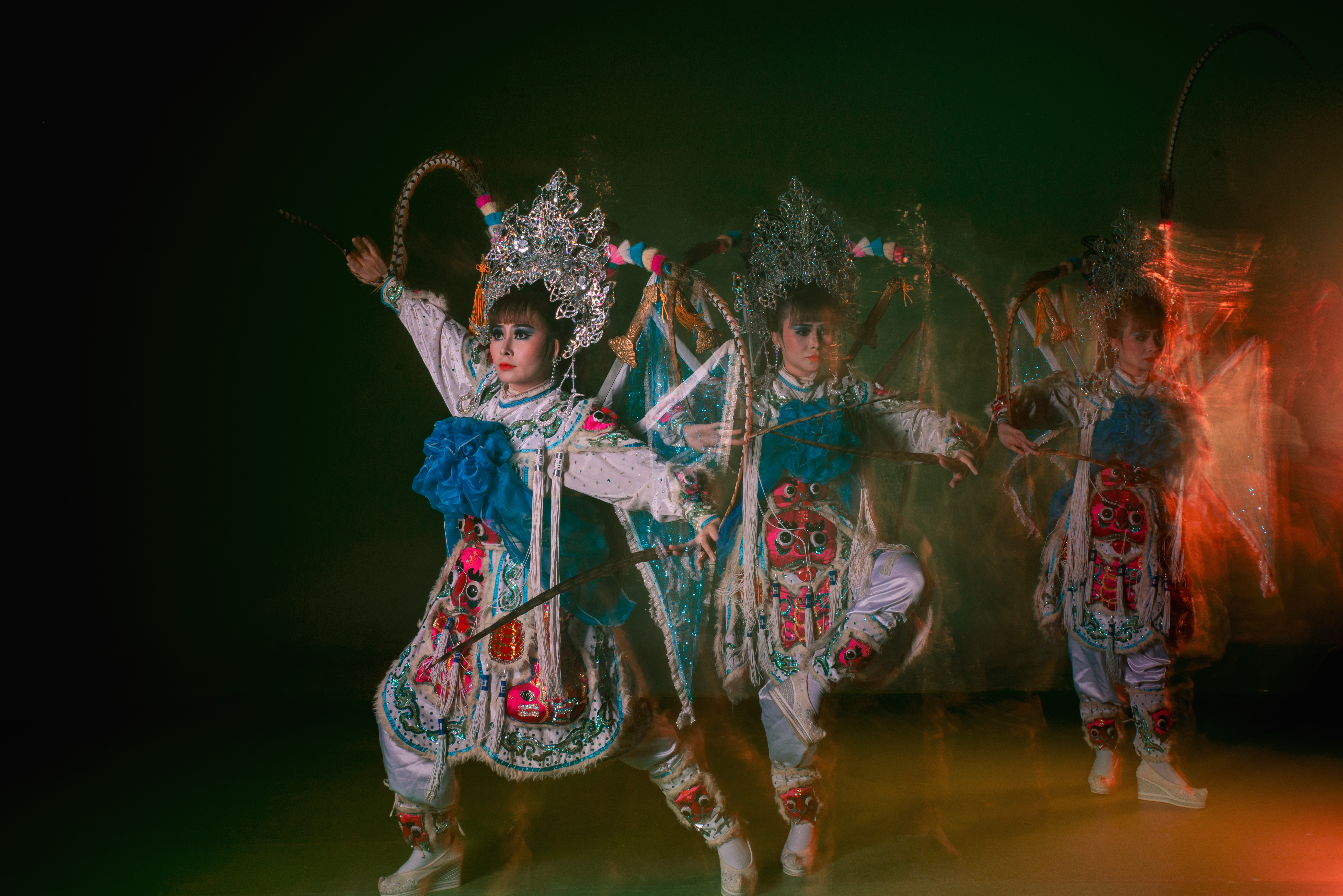
Một đào võ tuồng thực hiện vũ đạo

Vở tuồng tức bài tuồng là một thể văn riêng trong văn học Việt Nam. Lối trình bày tuồng dùng nhiều thể văn học như Đường thi, phú, song thất lục bát và lục bát ghép với lễ nhạc và một số điệu múa. Lời văn thì nhiều khi có vần và có đối.
Khi một vai lên sân khấu thì mở bằng một câu xướng, còn gọi là câu bạch để tự giới thiệu mình. Câu này dùng thể thơ bảy chữ.
Khi kể chuyện thì gọi là câu nói từ bốn đến bảy chữ, có đối, gieo vần cước vận (chữ cuối cùng mỗi câu). Câu kết thì gieo vần trắc.
Khi muốn dứt ý thì hát câu vãn, dùng thể lục bát còn muốn nhấn mạnh ý cho quyết liệt thì hát câu loạn, dùng thể phú hay lục bát.
Khi buồn thì hát câu than, cũng dùng lục bát trong khi vui thì hát câu khách, thường là chữ Nho dùng thể phú.
Thầy tuồng, tức đạo diễn, hay còn gọi là nhưng tuồng là người chọn vở tuồng cùng cách diễn cho kép đóng đúng vai. Thơ tuồng là người thuộc lời để nhắc tuồng khi các diễn viên lên sân khấu. Kép chính thì tên trong nghề gọi là biện tuồng.

### Tưởng thưởng
Ở miền Trung cho đến thập niên 1950 khi đám hát diễn thì người mướn gánh hát đến diễn, dù là tư nhân hay đền miếu, sẽ có sẵn những thẻ thưởng. Thẻ làm bằng tre gọt dẹp thành ba cỡ: lớn (dài ba gang tay, rộng bằng bề ngang hai ngón tay) giá trị một quan, nhỡ (dài hai gang, rộng một ngón rưỡi) giá trị một tiền, và nhỏ (dài gang rưỡi, rộng bề ngang một ngón) giá trị 30 đồng, tức nửa tiền.
Khi đến những màn diễn khéo, giọng hát hay thì chủ nhà ném thẻ lên tấm chiếu trước sân khấu, tiếng thẻ tre nghe lách cách vui tai. Gánh hát sau đó gom thẻ, tính ra giá trị tiền để lãnh tiền thưởng.

## Soạn phẩm
- Sơn Hậu

Kim Lân thượng thành

Với các trích đoạn hay như Ôn Đình chém Tá., Kim Lân thượng thành, Kim Lân qua đèo, Phàn Định Công đề cờ
- Triệu Đình Long cứu Chúa                                                                                                                       Với trích đoạn hay như: Triệu Đình Long thử vợ
- Tam nữ đồ vương (thế kỷ XVII)

Với các trích đoạn hay như Lão Tạ lăn lửa, Phương Cơ giả dại qua ải, 
- Trảm Trịnh Ân (Bây giờ thường gọi là Đào Tam Xuân)

Với các trích đoạn hay Đào Tam Xuân đề cờ, Cao Hoài Đức rọi đèn,
- Diễn Võ Đình (soạn giả: Đào Tấn, thế kỷ XIX)
- Ngoại tổ dâng đầu (soạn giả: Nguyễn Hiển Dĩnh, thế kỷ XIX).[1]
- Trầm Hương các (Đào Tấn)

Với trích đoạn Hồ ly đoạt hồn, thường bị nhiều đoàn hát tránh diễn vì sợ ma quỷ
- Phụng Nghi Đình                                                                                                                                    Với trích đoạn hay Lã Bố hý Điêu Thuyền
- Hoàng Phi Hổ quá giới bài quan (Đào Tấn)

Với các lớp Phi Hổ lăn trướng, Phi Hổ nằm miếu.
- Đào Phi Phụng

Hồ nguyệt cô hóa cáo

Với các trích đoạn Châu Xương cấy râu
- Ngũ Hổ Bình Tây (tác giả Quỳnh Phủ Nguyễn Diêu)

Với trích đoạn Địch Thanh ly Thợn
- Lý Thiên Luông
- Ngũ Vân Thiệu

Lan Anh lạc đẻ

Với trích đoạn Châu Xán qua sông,...
- Lý Phụng Đình
- Hồ Nguyệt Cô  hay Võ Tam Tư trảm cáo                                                                                               Với trích đoạn nổi tiếng Hồ Nguyệt cô hoá cáo
- Hộ sanh đàn (Tác giả Đào Tấn)

Với lớp Tiết Cương chống búa, Lan Anh lạc đẻ,
- Nghêu sò ốc hến (Tuồng hài dân gian)
- Xuân Đào cắt thịt
- Trương Đồ Nhục (Tuồng hài, do Nguyễn Hiển Dĩnh viết lại)
- Trưng nữ vương (tác giả Tống Phước Phổ)
- Mục Quế Anh dâng cây

## Người nổi tiếng

### Nghệ sĩ nhân dân
1. NSND Quang Tốn- Nguyên Giám đốc nhà hát tuồng Việt Nam
2. NSND Bạch Trà- Nhà hát tuồng Việt Nam
3. NSND Lê Tiến Thọ (Nguyên Thứ trưởng Bộ VHTTDL, Nguyên Cục trưởng Cục NTBD, Nguyên Giám đốc Nhà hát Tuồng Việt Nam, Chủ tịch Hội NSSK Việt Nam)# NSND Nguyễn Nho Túy (Đội Tảo)
4. NSND Nguyễn Ngọc Phương (Nguyên Thứ trưởng Bộ Văn hóa, Thể thao và Du lịch, Nguyên Cục trưởng Cục NTBD, Nguyên Giám đốc Nhà hát Tuồng Việt Nam)
5. NSND Ngô Thị Liễu
6. NSND Phạm Chương
7. NSND Nguyễn Phẩm
8. NSND Sáu Lai
9.NSND Năm Đồ
10. NSND Lê Bá Tùng
11. NSND Đinh Quả
12. NSND Võ Sĩ Thừa
13. NSND Mẫn Thu (Nhà hát Tuồng Việt Nam) 
14. NSND Đàm Liên (Nhà hát Tuồng Việt Nam)
15. NSUT Kim Cúc
16. NSND Hoàng Khiềm (Nguyên Giám đốc Nhà hát Tuồng Việt Nam)
17. NSND Minh Ngọc (Nhà hát Tuồng Việt Nam)
18. NSND Hòa Bình (Nhà hát Tuồng Đào Tấn)
19.NSND Lê Huy Quang - Nhà hát Tuồng Việt Nam
20. NSND Trần Đình Sanh (Nhà hát Tuồng Đào Tấn)
21. NSND Gia Khoản (Nguyên Phó Giám đốc Nhà hát Tuồng Việt Nam)
22. NSND Minh Gái (Nhà hát Tuồng Việt Nam)
23. NSND Hồng Khiêm (Nhà hát Tuồng Việt Nam)
24. NSND Xuân Hội (Nhà hát tuồng Đào Tấn, Bình Định)
25. NSND Phương Thảo (Nhà hát tuồng Đào Tấn, Bình Định)
26. NSND Hương Thơm ( Nhà hát Tuồng Việt Nam)
27. NSND Ánh Dương (Nguyễn Văn Dương) - Nhà Hát Tuồng Việt Nam
28. NSND Xuân Quý - Nhà hát Tuồng Việt Nam.
29. Nghệ sỹ nhân dân Nguyễn Văn Thủy - Nhà Hát Tuồng Việt Nam.
30. NSND Cao Đình Lưu - Nhạc sỹ Nhà hát Tuồng Việt Nam)
31. NSND Nguyễn Ngọc Khánh- Nhạc công Nhà hát Tuồng Việt Nam
NSUT NHÀ HÁT TUỒNG VIỆT NAM
1. NSUT Lê Hải Vân
2. NSUT Bích Tần
3. NSUT Nguyễn Thị Lộc Huyền
4. NSUT Chu Quang Cường
5. NSUT Nguyễn Đức Mạnh
6. NSUT Nguyễn Kiều Oanh
7. NSUT Nguyễn Đức Mười
8. NSUT Nguyễn Văn Quý
9. NSUT Lê Trần Vinh
10. NSUT Nguyễn Đức Lợi
11. NSUT Trần Văn Long
12. NSUT Nguyễn Thị Quyên
13. NSUT Vũ Thị Diễm Hương
14. NSUT Hà Thị Thanh
15. NSUT Nguyễn Duy Bút
16. NSUT Hoàng Thị Yến
17. NSUT Nguyễn Thị Hoà
18. NSUT Minh Sự
19. NSUT Hồng Điểm

### Đạo diễn
- NSND Ngọc Phương (Dàn dựng trên 200 vở Tuồng)
- NSND Lê Tiến Thọ
- NSND Hoàng Khiềm
- NSUT Tạ Tạo
- NSUT Đặng Bá Tài
- Đoàn Anh Thắng
- Việt Yên
- NSUT Chu Quang Cường
- NSUT Trần Long
- NS Mạnh Linh
- NSUT Kiều Oanh

### Soạn giả
- Đào Tấn
- Quỳnh Phủ Nguyễn Diêu (thầy dạy của Đào Tấn)
- Bùi Hữu Nghĩa
- Hoàng Châu Ký
- Nguyễn Hiển Dĩnh
- Tống Phước Phổ
- Xuân Yến
- Sỹ Chức
- NS Lê Hữu Lập (Út Tèo)
- Lê Công Phượng
- Vũ Mạnh Linh
- NSUT Lộc Huyền

## Ca đoàn
Nghệ thuật sân khấu truyền thống Tuồng có 07 đơn vị phân bố ở cả ba miền Bắc, Trung, Nam, trong đó có 04 nhà hát, 01 Đoàn nghệ thuật và 02 đoàn nghệ thuật trực thuộc nhà hát gồm:
- Nhà hát Tuồng Việt Nam: có 2 đoàn biểu diễn: Đoàn Truyền thống và Đoàn Thể nghiệm
- Nhà hát Nghệ thuật truyền thống cung đình Huế.
- Nhà hát NT Truyền thống Tỉnh Bình Định (Đoàn Tuồng Đào Tấn)
- Nhà hát Tuồng Nguyễn Hiển Dĩnh
- Nhà hát Nghệ thuật Truyền thống Hát Bội Thành phố Hồ Chí Minh
- Nhà hát Nghệ thuật Truyền thống Tỉnh Thanh Hoá (Đoàn Nghệ thuật Tuồng Thanh Hóa)
- Nhà hát Nghệ thuật truyền thống Tỉnh Khánh Hoà (Đoàn Tuồng  Khánh Hòa)

## Lưu niệm

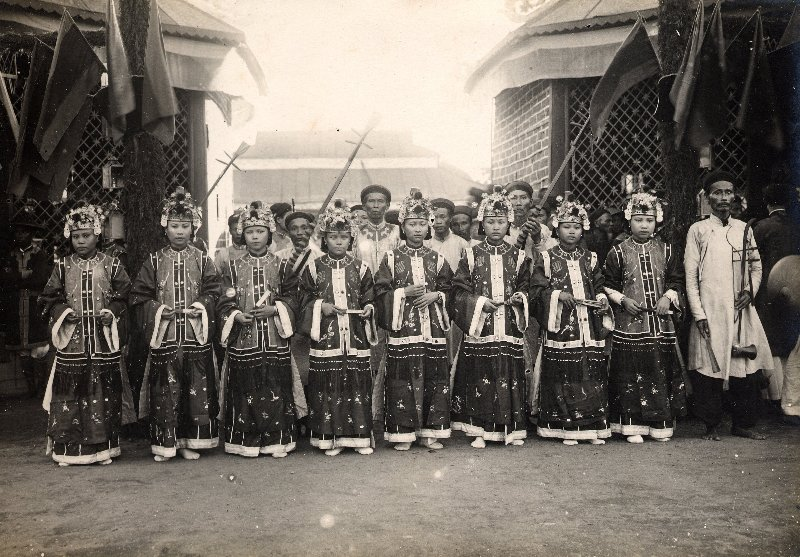
Gánh hát Nam kỳ (1924)
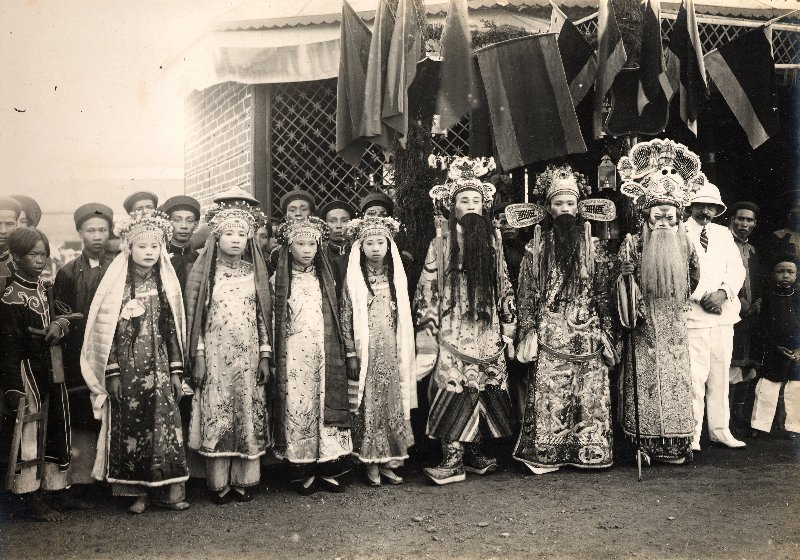
Gánh hát Nam Định (1924)